# Денарий Святого Петра
«Денарий (динарий) святого Петра» (лат. Denarius Petri; лепта святого Петра; грош св. Петра) — ежегодная обязательная дань в пользу папы, взимавшаяся в некоторых странах; в Англии с VIII века по 1 пенни с дома, с XI века в Дании, с XII — в Швеции, Норвегии и Исландии, в Польше и др.
С эпохи реформации лепта Св. Петра сохранялась в качестве добровольного подношения.

## Подробнее
Начало лепте св. Петра было положено в Англии в VIII веке. Король Уессекса Ине установил в 725 году дань для основания в Риме школы, с целью подготовления английских священников, а также для содержания гробниц св. Петра и Павла; дань эта собиралась с каждого дома по 1 пенни в день св. Петра, и в XIII веке превышала доходы английских королей. Эдуард III в 1365 году уклонился от взноса денария св. Петра, но Генрих VIII продолжал вносить её ещё в 1532 году.
С XI столетия лепта св. Петра собиралась в Дании, с XII века — в Швеции, Норвегии и Исландии; в Пруссии папы тщётно требовали её в XIV столетии; столь же безуспешны были в XI веке попытки пап ввести её, как обязательный сбор, во Франции.
Нарушевич в своей «Historyi» и Чацкий («О litewskich i polskich prawach» и «О dziesiecinach w powszechności a szczegòlnéj w Polsce i w Litwie») утверждали, что поляки посылали в Рим значительные суммы ежегодно уже с первых времён христианства. Дитмар упоминает о дани, принесённой ещё Болеславом Храбрым, не называя повода к уплате. Вообще польские летописи относят установление динария св. Петра ко времени Казимира I, когда народ взял на себя содержание собора св. Петра, собирая с каждого дома по грошу, чтобы этим освободить короля от монашеских обетов. Мнение это неверно, так как Казимир никогда не был монахом, и дань эту платила не одна только Польша. Уничтожения обязательной лепты св. Петра напрасно добивался Казимир IV в 1447 году; достиг этого только Сигизмунд I (король 1506—1548), при папе Льве X; и тогда доходы от сбора лепты св. Петра были обращены на укрепление замка в Каменце для обороны против турок.
С эпохи реформации лепта св. Петра нигде уже не имела значения обязательного сбора, но в XIX веке сохранялась в качестве добровольного подношения. В 1877 году папе Пию IX, по случаю его 50-летнего юбилея, было поднесено 15,5 млн франков; папа Лев XIII в 1888 году получил 25 млн франков.

## Источник
- Святого Петра лепта // Энциклопедический словарь Брокгауза и Ефрона : в 86 т. (82 т. и 4 доп.). — СПб., 1890—1907.